# Cadenazzo–Luino-vasútvonal
A Cadenazzo–Luino-vasútvonal egy 30 km hosszúságú, normál nyomtávolságú vasútvonal az olaszországi Luino és a svájci Cadenazzo között. A vonal 3000 V egyenárammal villamosított, fenntartója az FFS és az RFI.